# Крутець (Конаковський район)
Крутець (рос. Крутец) — присілок в Конаковському районі Тверської області Російської Федерації.
Населення становить 108 осіб. Входить до складу муніципального утворення Ручйовське сільське поселення.

## Історія
Від 2005 року входить до складу муніципального утворення Ручйовське сільське поселення.

## Населення
| 1859 | 1887 | 2002 | 2010 |
| ---- | ---- | ---- | ---- |
| 465  | ↗498 | ↘95  | ↗108 |